# Liste der Biografien/Wilb
Liste der Biografien |
Portal Biografien |
Personensuche
# |
A |
B |
C |
D |
E |
F |
G |
H |
I |
J |
K |
L |
M |
N |
O |
P |
Q |
R |
S |
T |
U |
V |
W |
X |
Y |
Z |
?
 
Wa |
Wc |
Wd |
We |
Wh |
Wi |
Wj |
Wl |
Wn |
Wo |
Wr |
Ws |
Wt |
Wu |
Ww |
Wy |
Wz
 
Wia |
Wib |
Wic |
Wid |
Wie |
Wif |
Wig |
Wih |
Wii |
Wij |
Wik |
Wil |
Wim |
Win |
Wio |
Wip |
Wir |
Wis |
Wit |
Wiv |
Wiw |
Wix |
Wiz
 
Wila |
Wilb |
Wilc |
Wild |
Wile |
Wilf |
Wilg |
Wilh |
Wili |
Wilj |
Wilk |
Will |
Wilm |
Wiln |
Wilo |
Wilp |
Wilr |
Wils |
Wilt |
Wilu |
Wilw |
Wily |
Wilz
Die Liste der Biografien führt alle Personen auf, die in der deutschsprachigen Wikipedia einen Artikel haben. Dieses ist eine Teilliste mit 74 Einträgen von Personen, deren Namen mit den Buchstaben „Wilb“ beginnt.

## Wilb

### Wilbe
- Wilbek, Birgitte (* 1928), dänische Handballspielerin, Basketballspielerin und Handballtrainerin
- Wilbek, Susanne Munk (* 1967), dänische Handballspielerin und -funktionär
- Wilbek, Ulrik (* 1958), dänischer Handballtrainer
- Wilbekin, Scottie (* 1993), US-amerikanisch-türkischer Basketballspieler
- Wilber, Bob (1928–2019), US-amerikanischer Jazz-Klarinettist und Saxophonist
- Wilber, David (1820–1890), US-amerikanischer Politiker
- Wilber, David F. (1859–1928), US-amerikanischer Politiker
- Wilber, Doreen (1930–2008), US-amerikanische Bogenschützin und Olympiasiegerin
- Wilber, Ken (* 1949), US-amerikanischer AutorKen Wilber (* 1949)

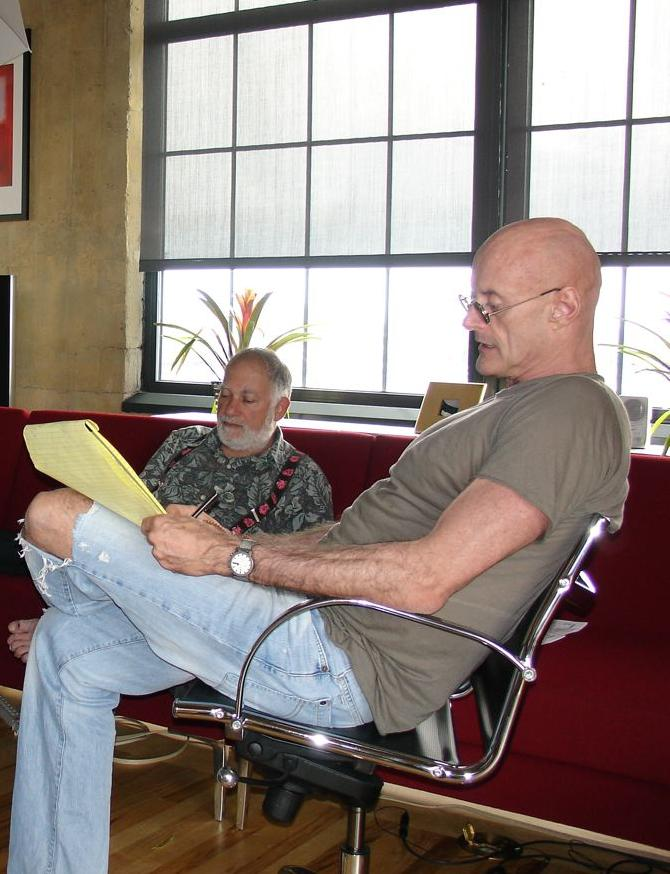
Ken Wilber (* 1949)

- Wilberding, James, US-amerikanischer Philosophiehistoriker
- Wilberforce, Herbert (1864–1941), britischer Tennisspieler
- Wilberforce, Richard, Baron Wilberforce (1907–2003), britischer Jurist, Lordrichter
- Wilberforce, Samuel (1805–1873), anglikanischer Bischof
- Wilberforce, William (1759–1833), britischer Unterhausabgeordneter und Anführer im Kampf gegen den Sklavenhandel
- Wilberg, Alexander (1905–1992), österreichischer Rechtsanwalt und Politiker
- Wilberg, Christian (1839–1882), deutscher Maler
- Wilberg, Friedrich Wilhelm (1797–1852), deutscher Philologe und Pädagoge
- Wilberg, Helmuth (1880–1941), deutscher General der Flieger
- Wilberg, Johann Friedrich (1766–1846), deutscher Pädagoge
- Wilberg, Mack (* 1955), US-amerikanischer Komponist, Arrangeur und Chorleiter
- Wilberg, Max (1869–1934), deutscher Pädagoge, Numismatiker, Heimatkundler und Genealoge
- Wilberg, Sverre (1929–1996), norwegischer Film- und Theaterschauspieler
- Wilberg, Wilhelm (1872–1956), deutscher, später österreichischer Bauforscher
- Wilbers, Karl (* 1964), deutscher Wirtschaftspädagoge und Hochschullehrer
- Wilbers-Rost, Susanne (* 1958), deutsche Archäologin
- Wilbert, Johannes (1927–2022), deutsch-US-amerikanischer Ethnologe
- Wilbert, Jürgen (* 1945), deutscher Aphoristiker und Andragoge
- Wilbert, Sibylle, US-amerikanische Biathletin
- Wilbertz, Gisela (* 1945), deutsche Historikerin
- Wilbertz, Hermann-Josef (* 1943), deutscher Fußballspieler
- Wilbertz, Otto Mathias (* 1944), deutscher Prähistoriker

### Wilbo
- Wilbois, Achim (* 1963), deutscher Fußballspieler
- Wilborn, Charles M., Tonmeister
- Wilbour, Charles Edwin (1833–1896), US-amerikanischer Journalist, Geschäftsmann und Ägyptologe
- Wilbour, Isaac (1763–1837), US-amerikanischer Jurist und Politiker

### Wilbr
- Wilbrand I. von Loccum-Hallermund († 1167), Graf von Hallermund
- Wilbrand von Käfernburg († 1253), Erzbischof von Magdeburg
- Wilbrand von Oldenburg († 1233), Bischof von Paderborn und Utrecht
- Wilbrand, Alejandro (* 1967), deutscher Koch
- Wilbrand, Christopher (* 1965), deutscher Koch
- Wilbrand, Franz Joseph Julius (1811–1894), deutscher Gerichtsmediziner
- Wilbrand, Hermann (1851–1935), deutscher Neuro-Ophtalmologe
- Wilbrand, Johann Bernhard (1779–1846), deutscher Mediziner, Physiologe und Naturphilosoph
- Wilbrand, Julius (1839–1906), deutscher Chemiker und Entdecker des TNT
- Wilbrand, Philipp (* 2003), deutscher Floorballspieler
- Wilbrand, Wilhelm (1842–1922), hessischer Finanzminister, Oberforstrat und Landtagsabgeordneter
- Wilbrandt, Adolf von (1837–1911), deutscher Schriftsteller, Direktor des Wiener Burgtheaters
- Wilbrandt, Christian (1801–1867), deutscher Germanist, Lehrer und Politiker
- Wilbrandt, Conrad (1832–1921), deutscher Landwirt, Schriftsteller und Politiker (DFP), MdR
- Wilbrandt, Hans (1903–1988), deutscher Agrarwissenschaftler
- Wilbrandt, Jörg (* 1949), deutscher Drehbuchautor, Film- und Theaterregisseur
- Wilbrandt, Jürgen (1922–2019), deutscher Komponist und Musikpädagoge
- Wilbrandt, Karl (1864–1928), deutscher Vizeadmiral der Kaiserlichen Marine
- Wilbrandt, Martin (* 1862), deutscher Lehrer und Politiker (DDP)
- Wilbrandt, Robert (1875–1954), deutscher Wirtschaftswissenschaftler und Hochschullehrer
- Wilbrandt, Thomas (* 1952), deutscher Komponist und Dirigent
- Wilbrandt, Walther (1907–1979), deutsch-schweizerischer Physiologe und Pharmakologe
- Wilbrandt-Baudius, Auguste (1843–1937), deutsch-österreichische Schauspielerin

### Wilbu
- Wilbur, Claire (1933–2004), US-amerikanische Schauspielerin und Filmproduzentin
- Wilbur, Crane (1886–1973), US-amerikanischer Filmregisseur, Filmschauspieler und Drehbuchautor
- Wilbur, Curtis D. (1867–1954), US-amerikanischer Jurist und Politiker
- Wilbur, George P. (1941–2023), US-amerikanischer Schauspieler und Stuntman
- Wilbur, Ray Lyman (1875–1949), US-amerikanischer Politiker und Mediziner
- Wilbur, Richard (1921–2017), US-amerikanischer Dichter und Schriftsteller, zweifacher Pulitzer-Preisträger
- Wilbur, Ronnie, US-amerikanische Sprachwissenschaftlerin und Professorin für Linguistik an der Purdue University in West Lafayette
- Wilburg, Walter (1905–1991), österreichischer Zivilrechtler
- Wilburgis († 1289), Klausnerin, Mystikerin und Selige der katholischen Kirche
- Wilburn, Leila Ross (1885–1967), US-amerikanische Architektin
- Wilburn, Vincent (* 1958), US-amerikanischer Fusionmusiker und Produzent
- Wilbusch, Jeff (* 1987), israelisch-deutscher SchauspielerJeff Wilbusch (* 1987)

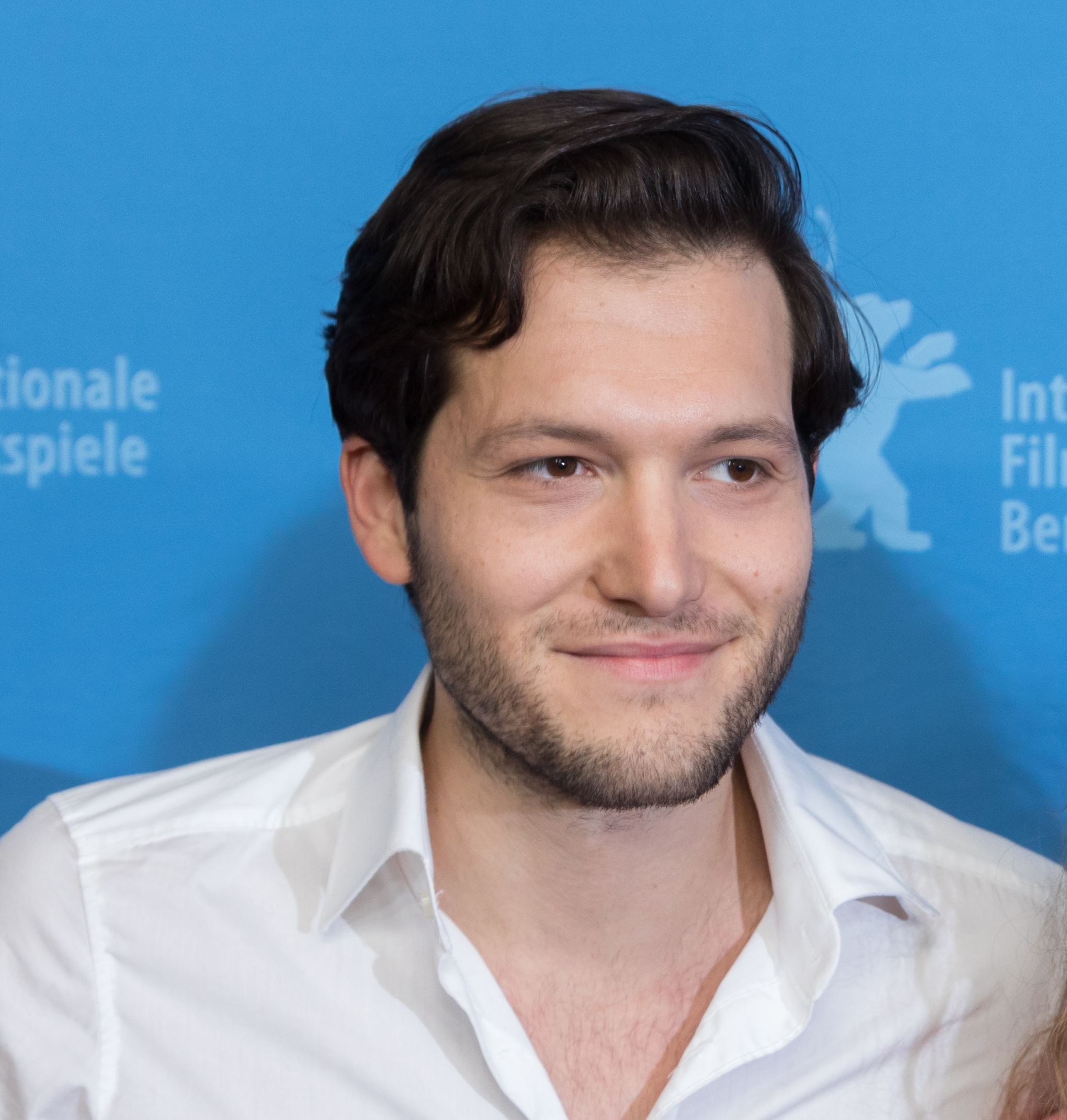
Jeff Wilbusch (* 1987)

### Wilby
- Wilby, Francis Bowditch (1883–1965), US-amerikanischer Militär, General der US Army
- Wilby, James (* 1958), britischer Schauspieler
- Wilby, James (* 1993), britischer Schwimmer
- Wilbye, John (1574–1638), englischer Komponist